# Gjerde
Gjerde (eller Gjerdsvika) är en tätort i Sande kommun i Møre og Romsdal fylke i västra Norge. Orten ligger vid fylkesväg 5868 på den västra sidan av ön Gurskøya.